# 藤原威子
藤原威子（1000年2月1日（長保元年十二月二十三）—1036年9月28日（長元九年九月初六）），為後一條天皇的中宮。威子大後一條天皇九歲，入宮後便與年幼的後一條天皇一起玩樂，感情親暱。威子性情善妒，在入宮後常阻撓後一條天皇另納妃嬪，甚至連兄長藤原教通之女藤原生子、藤原賴通之女藤原延子與敦康親王之女、藤原賴通之養女藤原嫄子（前稱嫄子女王）也不能入宮為妃。世稱「大中宮」。

## 出身
父親是攝政藤原道長，母親是左大臣源雅信之女源倫子，和藤原賴通、藤原教通、藤原彰子（一條天皇中宮）、藤原妍子（三條天皇中宮）、藤原嬉子（後朱雀天皇御息所）同母。

## 生平
- 長和元年（1012年），敘從三位，為尚侍。
- 寬仁二年（1018年），入掖庭為女御，居飛香舍。
- 萬壽三年十二月（1026年），生章子內親王。
- 萬壽四年（1027年），父藤原道長去世，出宮服喪。
- 長元元年三月（1028年），回宮。
- 長元二年二月（1029年），生馨子內親王。
- 長元九年（1036年），後一條天皇崩，威子改居鷹司殿。九月，落髮為尼。同年崩，年三十八。

## 相關文學、歷史記載
- 《榮華物語》
- 《日本紀略》
- 《一代要紀》

## 來源
- 大日本史卷之八十 列傳七 后妃七 （页面存档备份，存于）